# 布朗迪
布朗迪（法語：Blandy，法語發音：[blɑ̃di] ⓘ）是法国塞纳-马恩省的一个市镇，属于默伦区。

## 地理
布朗迪（48°33'58"N, 2°46'55"E）面积13.99 平方千米，位于法国法蘭西島大區塞纳-马恩省，该省份为法国北部内陆省份，北起瓦兹省，西接埃松省、马恩河谷省、塞纳-圣但尼省和瓦兹河谷省，南至卢瓦雷省，东南接约讷省，东临马恩省和奥布省，东北接埃纳省。
与布朗迪接壤的市镇（或旧市镇、城区）包括：圣梅里、锡夫里-库尔特里、尚波、沙蒂永-拉博尔德、富瑞、穆瓦斯奈。

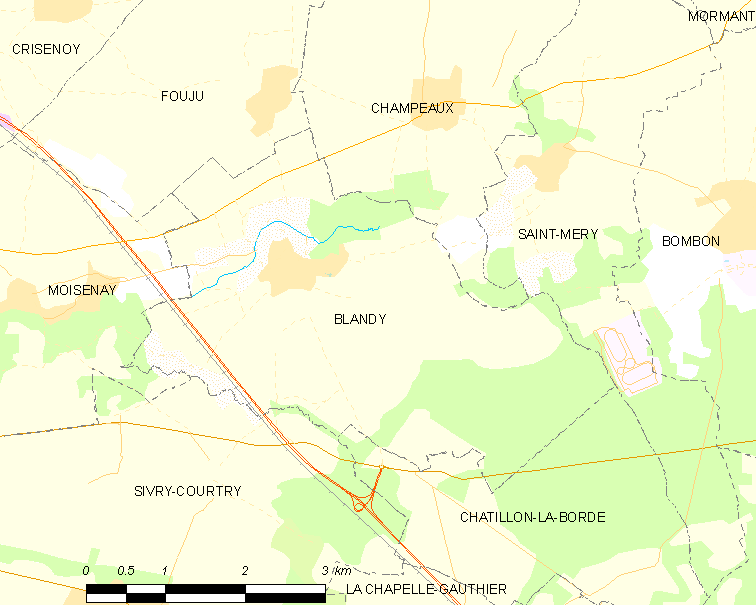
布朗迪的OSM定位图

布朗迪的时区为UTC+01:00、UTC+02:00（夏令时）。

## 行政
布朗迪的邮政编码为77115，INSEE市镇编码为77034。

## 政治
布朗迪所属的省级选区为楠日县。

## 人口

1962-2008年间布朗迪人口变化图示

布朗迪于2022年1月1日时的人口数量为769人。